# Jacek Karpiński

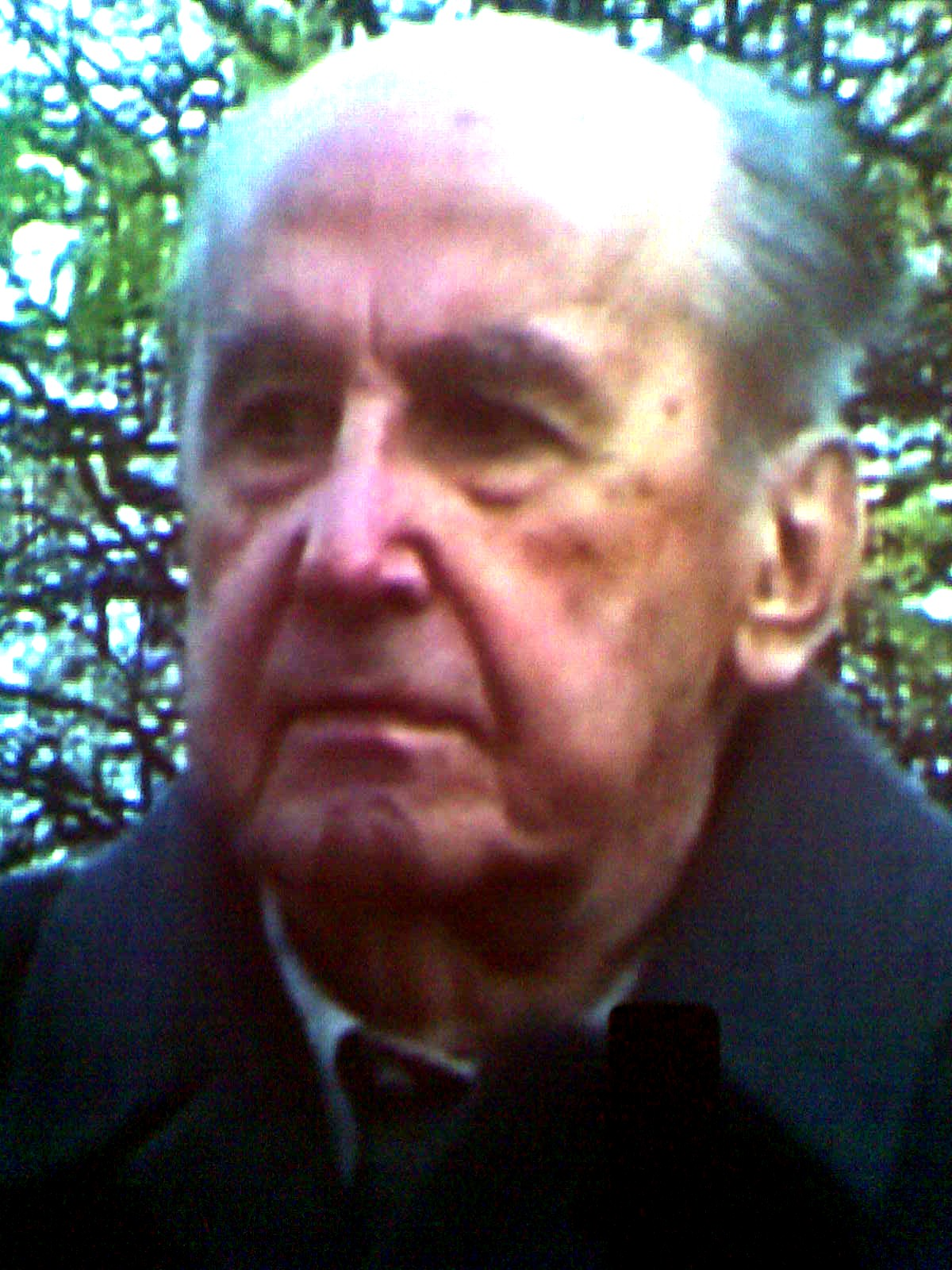
Jacek Karpiński

Jacek Karpiński (* 9. April 1927 in Turin, Italien; † 21. Februar 2010 in Breslau, Polen) war ein polnischer Pionier der Informatik und Computer-Konstrukteur.
Karpiński war Soldat des Batalion Zośka unter anderem während des Warschauer Aufstands. Er war für die Entwicklung einer der ersten Algorithmen und Techniken für Texterkennung und Bilderkennung verantwortlich. 1960 studierte er zwei Jahre in den USA (Massachusetts Institute of Technology, Harvard University) mit einem UNESCO-Stipendium.  Er war auch Konstrukteur eines der ersten Minicomputer, dem K-202 (1971 bis 1973). Wegen der damaligen Politik in der Computerentwicklung in Polen, die wie im übrigen Ostblock durch das Comecon bestimmt wurde, ging dieser allerdings nie in die Massenproduktion. Karpinski wurde beiseite gedrängt und arbeitete ab 1978 als Schweine- und Geflügelzüchter in Dąbrówka Wielka (deutsch Groß Damerau) bei Olsztyn (Allenstein). 1981 ging er in den Westen (Schweiz).
Karpiński gründete das Labor für künstliche Intelligenz an der Polnischen Akademie der Wissenschaften.
Zu den von ihm konstruierten Computern gehört ein Röhrencomputer für die Wettervorhersage (AAH, 1957), der AKAT-1 und der transistorisierte Spezial-Computer KAR-65 für das CERN. Der AKAT-1 war der erste Transistor Differential Analyzer, der von Karpiński 1959 am Institut für Automatik der Polnischen Akademie der Wissenschaften konstruiert wurde. Er wurde zur Lösung von Differentialgleichungen verwendet.
Der K-202 wurde 1971 bis 1973 bei der polnischen Computerfirma Elwro unter seiner Leitung entwickelt, in Zusammenarbeit mit der britischen Firma Data Loop und M. B. Metals. Er hatte 16 Bit Wortlänge, 8 MB Speicher und eine modulare Architektur. Es wurden aber nur 30 Geräte ausgeliefert, da Elwro Lieferprobleme bekam.

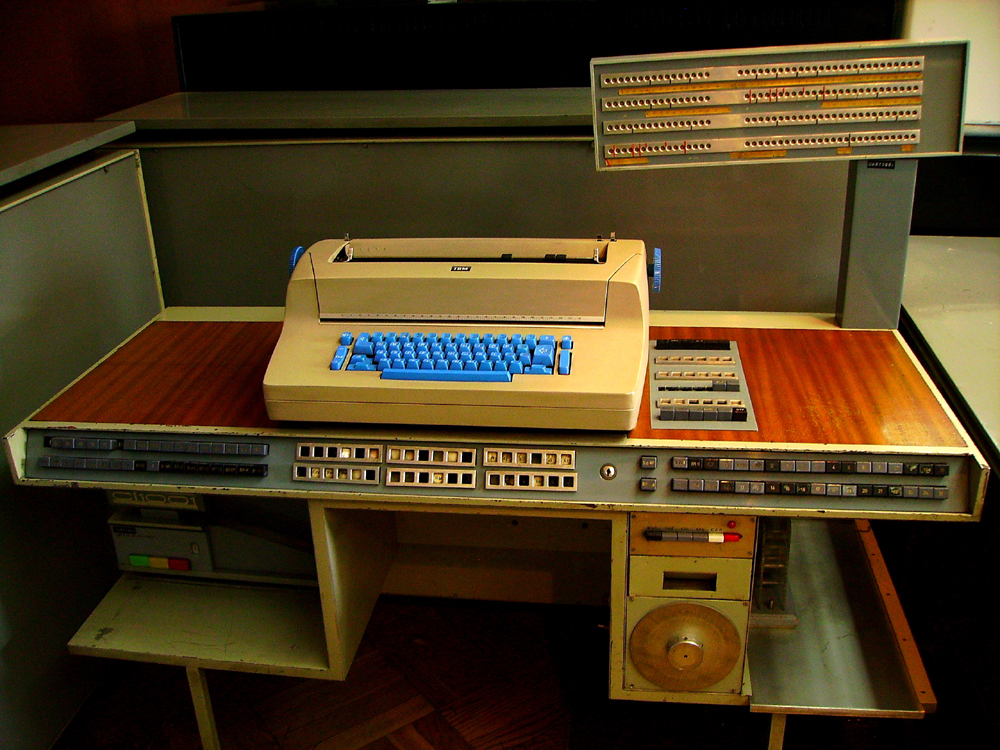
KAR-65
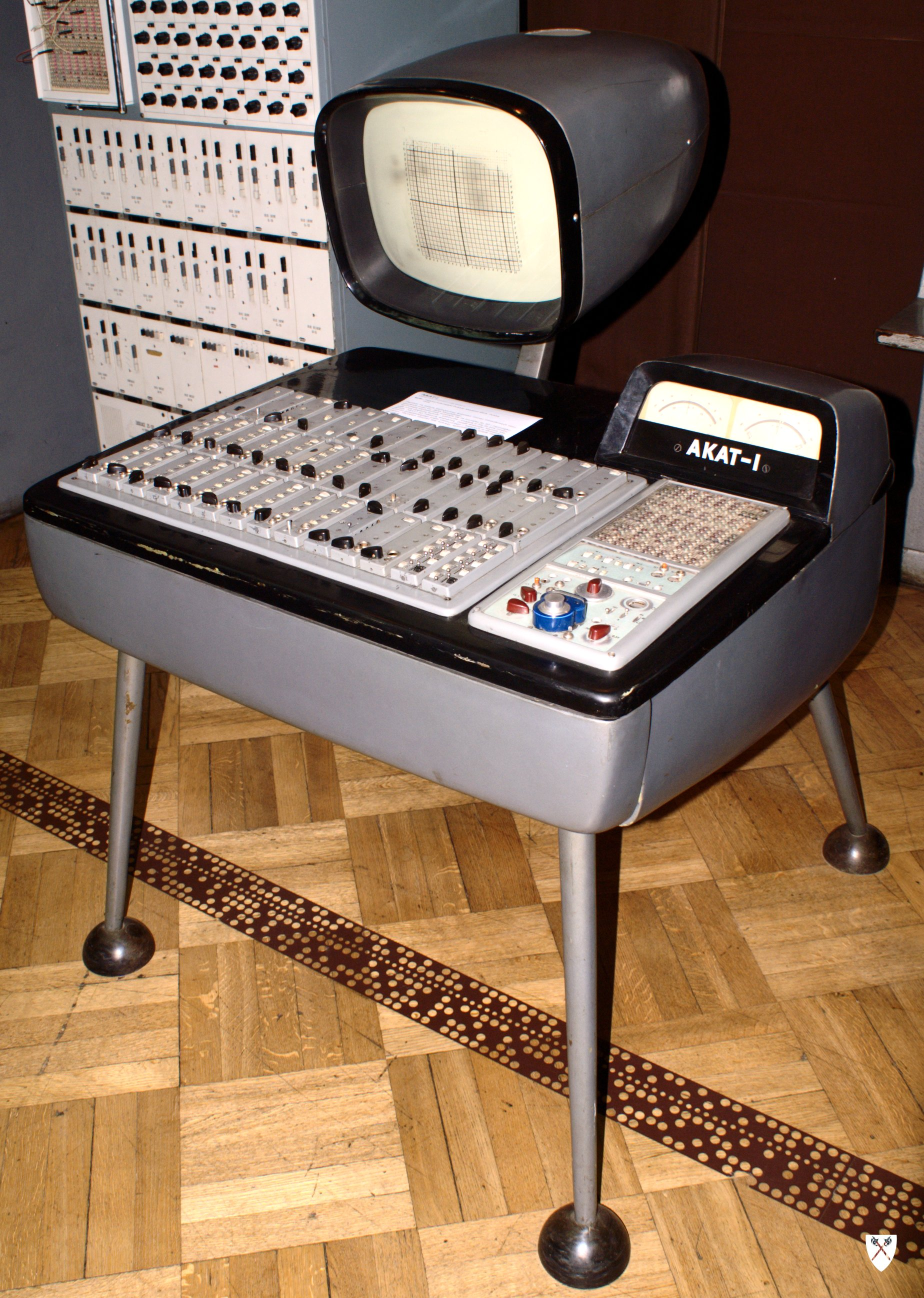
AKAT-1
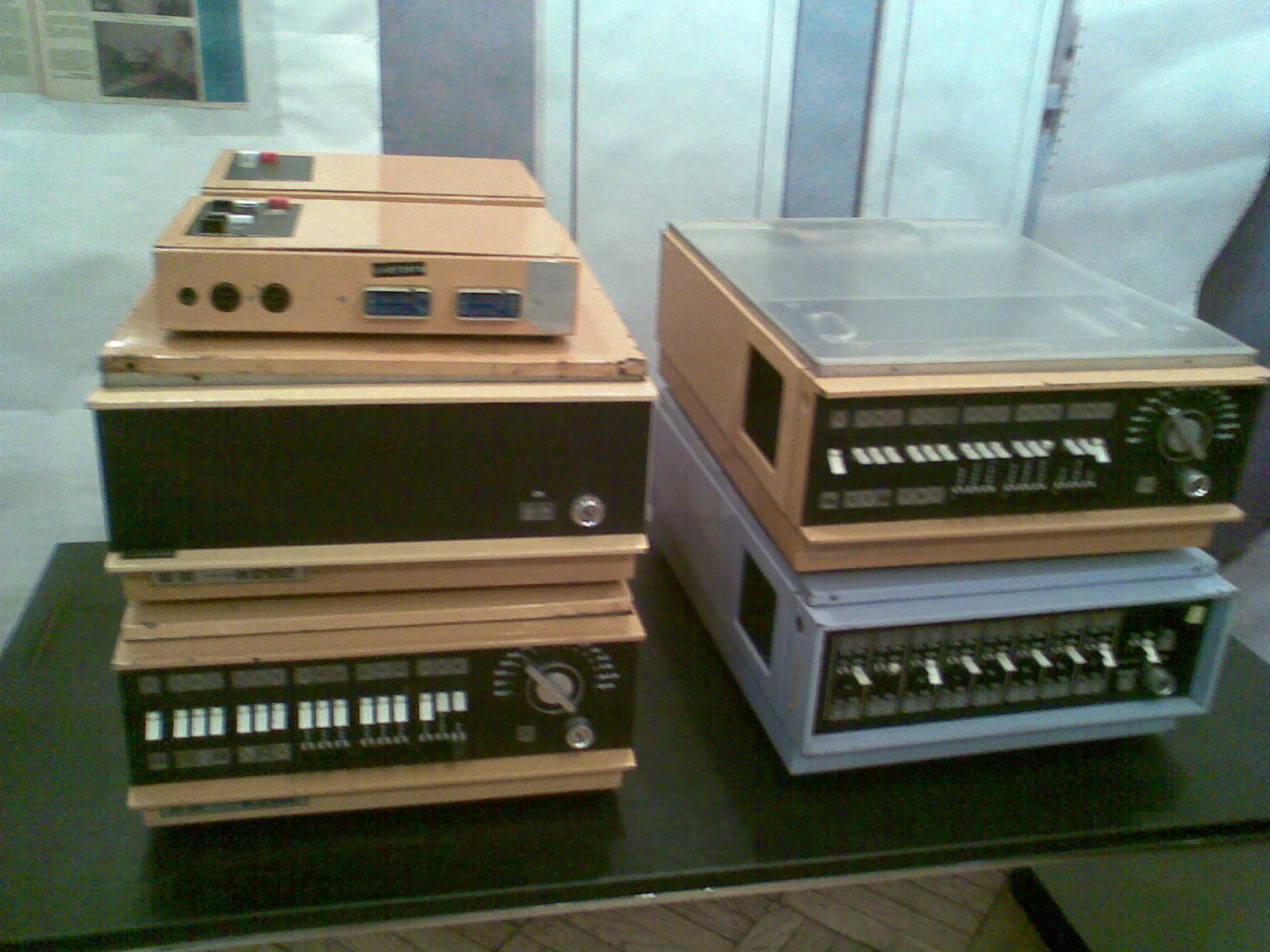
K-202